# ریچارد چارلز بنکز
ریچارد چارلز بنکز (انگلیسی: Richard C. Banks؛ زادهٔ ۱۹ آوریل ۱۹۳۱) یک دانشمند در زمینه جانورشناسی و پرنده‌شناسی اهل ایالات متحده آمریکا است.